# Баттё, Альбер
Альбер Баттё (фр. Albert Batteux; 2 июля 1919 года, Реймс, Франция — 28 февраля 2003 года, Мелан) — французский футболист, полузащитник. Известен по выступлениям за «Реймс» и сборную Франции. После завершения карьеры футболиста тренировал ряд французских клубов, а также сборную Франции.

## Клубная карьера
Всю профессиональную карьеру Баттё провёл в одном клубе, в «Реймсе», вместе с которым по одному разу побеждал в чемпионате и Кубке Франции.

## Карьера в сборной
В составе национальной сборной Баттё дебютировал 6 июня 1948 года в матче со сборной Бельгии. Всего в составе сборной провёл 8 матчей, в которых забил 1 гол.

## Тренерская карьера
После завершения карьеры футболиста Баттё стал тренером «Реймса», клуба в котором провёл всю свою карьеру как игрок. С «Реймсом» он пять раз побеждал в чемпионате и завоевал национальный кубок, а также дважды выходил в финал Кубка чемпионов. Одновременно с работой в «Реймсе» Баттё руководил сборной Франции, вместе с которой стал бронзовым призёром чемпионата мира 1958 года и дошёл до полуфинала чемпионата Европы 1960 года. После тринадцати лет в «Реймсе» он четыре года возглавлял «Гренобль», а затем стал главным тренером «Сент-Этьена», за пять лет работы с которым он четырежды приводил его к званию чемпиона Франции и завоевал два Кубка Франции. Дальнейшая тренерская карьера Баттё была менее успешна и титулов со своими командами он не завоёвывал. Завершил карьеру в 1981 году в клубе «Марсель».

## Достижения
- Чемпион Франции (10): 1948/49, 1952/53, 1954/55, 1957/58, 1959/60, 1961/62, 1966/67, 1967/68, 1968/69, 1969/70.
- Обладатель Кубка Франции (4): 1949/50, 1957/58, 1967/68, 1969/70.
- Обладатель Латинского кубка: 1953.
- Финалист Кубка чемпионов (2): 1955/56, 1958/59.
- Бронзовый призёр чемпионата мира: 1958.
- Итого: 15 трофеев